# Dietrich Wolfhauer
Dietrich Wolfhauer (* 2. Hälfte des 13. Jahrhunderts; † 21. Dezember 1332) war Bischof von Lavant.
Dietrich Wolfhauer stammte aus einer steirischen Ritterfamilie, promovierte 1307 zum Dr. iur. und war ab 1306 Propst von Stift Gurnitz. In den Thronkämpfen stand er auf Seiten Herzog Friedrichs III. dem Schönen und führte dessen Gesandtschaft nach Aragón an, die um die Hand  Isabellas von Aragón warb. 
Am 1. Oktober 1317 wurde er durch den Salzburger Erzbischof Friedrich III. von Leibnitz zum Bischof von Lavant ernannt. 1318 wurde er zusätzlich Sekretär von Herzog Friedrich, der ihm den Titel "Fürstbischof" verlieh. 1320 war er in dessen Auftrag bei Papst Johannes XXII. in Avignon, der ihm bei dieser Gelegenheit auch die Pfarre Graz übertrug. 1324 ernannte ihn der Papst zum Kollektor und Exekutor für den Kirchenzehnten in den habsburgischen Ländern.